# Brittany Daniel
Brittany Ann Daniel (Gainesville, Florida; 17 de marzo de 1976) es una actriz de cine y televisión estadounidense, hermana gemela de la actriz y fotógrafa Cynthia Daniel.

## Biografía
Brittany Daniel nació en Gainesville, Florida (Estados Unidos), en 1976. Cinco minutos mayor que su hermana gemela Cynthia, tienen un hermano mayor, Brad (nacido en 1968). A la edad de 11 años, las dos comenzaron a modelar y aparecieron en Seventeen y YM. Actuaron por primera vez al aparecer en los años 80 en la sitcom The New Leave It to Beaver. Le siguió una progresiva carrera.
Brittany es conocida principalmente por interpretar el papel de Jessica Wakefield en la serie televisiva Las gemelas de Sweet Valley (Sweet Valley High). Durante el rodaje de esta serie, tuvo lugar su debut cinematográfico en el drama Diario de un rebelde (The Basketball Diaries) de 1995, junto a Leonardo DiCaprio. Más tarde también aparecería en la serie Dawson Creek. Ha trabajado en las películas White Chicks y Little Man junto a los hermanos Wayans (Shawn y Marlon Wayans).
Entre los premios a su reconocida belleza obtuvo el puesto 78 de la lista de la revista Stuff sobre las “102 mujeres más sexys del mundo” de 2002.

## Filmografía
| Cine                 | Cine                                    | Cine              | Cine                                           |
| Año                  | Película                                | Rol/Papel         | Notas                                          |
| -------------------- | --------------------------------------- | ----------------- | ---------------------------------------------- |
| 1995                 | The Basketball Diaries                  | Blinkie           |                                                |
| 1999                 | Sonic Impact                            | Rachel Simmons    |                                                |
| 2001                 | Joe Dirt                                | Brandy Mason      |                                                |
| 2004                 | Club Dread                              | Jenny             | Título alternativo: Broken Lizard's Club Dread |
| 2004                 | White Chicks                            | Megan Vandergeld  |                                                |
| 2005                 | Dirty                                   | Tatiana           |                                                |
| 2006                 | Rampage: The Hillside Strangler Murders | Samantha Stone    |                                                |
| 2006                 | Little Man                              | Brittany          |                                                |
| 2006                 | The Hamiltons                           | Dani Cummings     |                                                |
| 2007                 | Last of the Romantics                   | Sarah Xavier      |                                                |
| 2007                 | Loveless in Los Angeles                 | Kelly Heighs      |                                                |
| 2010                 | Skyline                                 | Candice           |                                                |
| 2015                 | Joe Dirt 2                              | Brandy            |                                                |
| Televisión           |                                         |                   |                                                |
| Año                  | Título                                  | Rol/Papel         | Notas                                          |
| 1985                 | The New Leave It to Beaver              | Zorigna #1        | 1 episodio                                     |
| 1992                 | Swans Crossing                          | Mila Rosnovsky    | Episodios desconocidos                         |
| 1994-1997            | Sweet Valley High                       | Jessica Wakefield | 88 episodios                                   |
| 1999                 | Dawson's Creek                          | Eve Whitman       | 4 episodios                                    |
| 2000                 | Fortunate Son                           |                   | Película de Televisión                         |
| 2000                 | On Hostile Ground                       | Cindy Evers       | Película de Televisión                         |
| 2002                 | That '70s Show                          | Penny Rivers      | 1 episodio                                     |
| 2002                 | That '80s Show                          | Sophia            | 13 episodios                                   |
| 2003                 | 111 Gramercy Park                       | Brynn Martin      | Episodio piloto                                |
| 2003                 | Just Shoot Me!                          | Sarah             | 1 episodio                                     |
| 2004                 | North Shore                             | Cari Layne        | 1 episodio                                     |
| 2005-2007            | It's Always Sunny in Philadelphia       | Carmen            | 2 episodios                                    |
| 2006                 | Community Service                       | Carly Phillips    | Película de Televisión                         |
| 2006                 | Totally Awesome                         | Kimberly Clark    | Película de Televisión                         |
| 2006-2011, 2014-2015 | The Game                                | Kelly Pitts       | 47 episodios                                   |
| 2008                 | Ruby                                    | Ella misma        | 1 episodio                                     |
| 2016                 | The Blackish                            | Clair             | 1 episodio                                     |

## Premios y nominaciones
| Año  | Premio                                                     | Resultado | Categoría                                                          | Película o serie                                  |
| ---- | ---------------------------------------------------------- | --------- | ------------------------------------------------------------------ | ------------------------------------------------- |
| 1993 | Young Artist Award                                         | Nominada  | Mejor joven actriz en una serie fuera de horas de máxima audiencia | Swans Crossing                                    |
| 1995 | Young Artist Award                                         | Ganadora  | Mejor Performance: Joven actriz en una serie de tv de comedia      | Sweet Valley High (Compartido con Cynthia Daniel) |
| 2007 | New York International Independent Film and Video Festival | Ganadora  | Mejor actriz                                                       | Last of the Romantics                             |
| 2007 | MTV Movie Awards                                           | Nominada  | Mejor beso                                                         | Little Man (Compartido con Marlon Wayans)         |
| 2010 | Premios Daytime Emmy                                       | Nominada  | Serie de clase especial excepcional                                | Ruby                                              |